# TISM
TISM (ein Akronym für This Is Serious Mum) war eine australische Alternative-Rock-Band. Sie wurde 1982 in Melbourne gegründet. Die Band war eine der bekanntesten und kommerziell erfolgreichsten Undergroundbands Australiens.

## Geschichte
Erste Einsätze bei den Radiostationen ihrer Heimat schafften TISM mit ihrer Single Defecate on My Face. Sie ist typisch für den Großteil der späteren Kompositionen der Band: kompromisslose Melodien gepaart mit Texten voller trockenem Humor. 1983 gab die Band ihr erstes und gleichzeitig letztes Konzert. Alle weiteren Auftritte firmierten als Reunion-Konzerte.
Um ihre Identitäten geheim zu halten, tritt die Band häufig mit Sturmmasken oder überschwänglich ausstaffierten Kostümen auf. Um die wahre Identität der Mitglieder ranken sich wilde Spekulationen. Die meisten gehen davon aus, dass es sich bei den Musikern von TISM um Mitglieder anderer Bands handelt. Zwischenzeitlich kreierte die Band Alter Egos, in denen sich ihr sarkastischer Humor und ihre Lust zur Parodie widerspiegelt.
Das bislang erfolgreichste Album der Band war 1996 Machiavelli and the Four Seasons/New York, London, Paris, Springvale, auf dem TISM nahezu alle Elemente der Popkultur aufs Korn nimmt und Bezüge zu Werken von Dostojewski, Shelley und Hitler herstellt.
Nach der Veröffentlichung eines Best-of-Albums im Jahr 2002 löste sich die Band offiziell auf, kam aber immer wieder anlässlich kleinerer Auftritte zusammen. 2004 erschien unter dem Titel The White Albun neues Material.
Den größten Erfolg in Deutschland konnte die Gruppe mit der Singleauskopplung Everyone Else Has Had More Sex Than Me des Albums The White Albun verbuchen, die sich am 4. Juli 2005 auf Platz 63 der deutschen Charts platzieren konnte. Sony BMG Deutschland wurde zuvor auf das von Bernard Derriman in Flash erstellte Musikvideo aufmerksam, nachdem es im World Wide Web zu einem Hit wurde und auf populären Websites wie Albino Blacksheep zu sehen war bzw. noch immer ist. Der Zeichentrickfilm ging ursprünglich als Sieger eines von der Band initiierten Wettbewerbs hervor. In dem humorvollen Musikvideo spielt ein deprimiertes Kaninchen die Hauptrolle, das gemäß dem Liedtext sein Leid darüber ausdrückt, dass schon jedes andere Kaninchen öfter als es selbst Sex gehabt habe.

## Diskografie
- 1986: Form and Meaning Reach Ultimate Communion
- 1988: Great Truckin' Songs of the Renaissance
- 1990: Hot Dogma
- 1991: Gentlemen, Start Your Egos
- 1992: Beasts of Suburban
- 1993: Australia the Lucky Cunt
- 1995: Machiavelli and the Four Seasons (auch bekannt als New York, London, Paris, Springvale)
- 1996: Machines Against the Rage
- 1998: www.tism.wanker.com
- 2001: De Rigueurmortis
- 2002: tism.bestoff.
- 2004: The White Albun